# 总理
总理（英語對應詞：等）或首相是指一个國家或地區的政府首脑，负责統領政府的行政工作，可通用于君主制或共和制國體。现代多数实行议会制、雙首長制、君主制以及其他虚位元首制度的国家都有总理或类似的政府首脑职位，有些國家總理的正式職稱為部長會議主席，但在一些總統制國家（例如美国、巴西和印尼等），国家元首兼任政府首腦，亦負此職責，因此無須另設政府首脑官職。

## 概念和適用差異
在漢語中會分為「首相」與「總理」，但其他语言中較少严格区分的对应，汉语中的「首相」一詞，意即位居第一的大臣或首席大臣，因此一般只用在君主制國家的政府首腦之稱，例如英国首相，但根据习惯用法有很多例外。各国政府首脑在中文裡的称呼更多是根据传统译法而定，有时更可以互换使用。例如，君主立憲制下的泰国首相在漢語裡经常被称为「泰國總理」；同样君主立憲制下的日本內閣總理大臣，在日语中可以直接從全稱擷取為「总理」，或根據其義稱為「首相」；中文多半使用「首相」（君主立憲制下的政府首腦），但也可稱為「總理大臣」。总理与首相两者均可用「閣揆」一詞泛指，此用法來自中國古代將宰相別稱為「首揆」，明代也將內閣首輔稱為首揆，《明史·宰辅年表一》：“诸辅之中，尤以首揆为重。”
加拿大、澳洲、新西蘭等英联邦国家，在英语中这些西敏制国家的政府首长，头衔和英国一样，稱為“第一大臣”（Prime Minister），並且共戴同一個君主，但事實上會由英国君主委派總督代表行使國家元首職務，因此實際政府首腦稱「總理」而非「首相」，「總理」是相對「總督」一詞而來，而不是相對「君主」一詞。
奉行議會制，包括議會制君主立憲制等地方政府首長因為中國人的認知也往往不译为“總理”，一般譯作“州长”、“省長”:35—36、“省主席”或“首席大臣”、“首席部長”的用法相當普遍，实际译法依照习惯而定。

## 總理

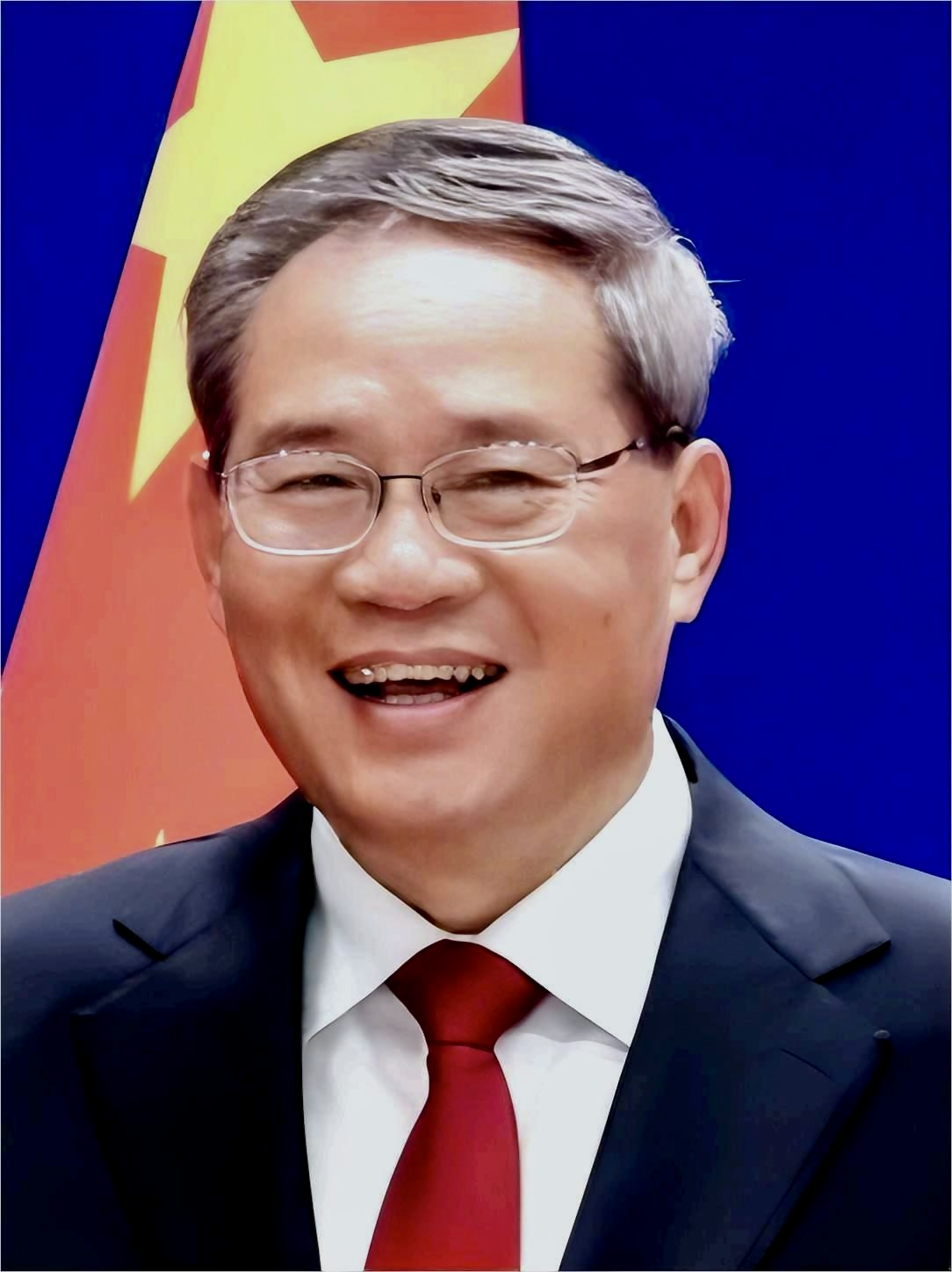
中國總理李強

總理的名稱在中國源於總督，如總督兩江等處地方提督軍務、糧饟、操江、統轄南河事務，亦常見都督同知总理蓟州、昌平、保定三镇练兵事务、總理五哨功進署、總理浙江及蘇、松海防等。軍機處（辦理軍機事務處）於乾隆帝即位（雍正十三年八月）後曾遭短期撤除，改設總理事務處兼理軍機事務，簡稱總理處，由總理事務王大臣（莊親王允祿、果親王允禮、鄂爾泰、張廷玉）於皇帝服喪期間協助處理軍機事務，直到三年喪期屆滿後才撤除總理處，重設軍機處。而軍機處即為內閣之內辦事處。早於雍正初年，雍正帝也曾下旨命令康熙帝八子胤禩、十三子胤祥、大學士馬齊和尚書隆科多四人為總理事務大臣。1861年總理各國事務衙門成立，主要人物恭親王奕訢和文祥都為具影響力的軍機大臣，總理衙門負責與各國的外交交涉事務，也聯帶著幫助推動包括新式教育、交通、工業、經濟（尤其海關）、軍事等現代化建設，因此當時也稱作「洋務內閣」。恭親王主政時，軍機處之決策權漸移總理衙門，直到恭親王失勢為止，但總理衙門的官員從未稱爲“總理”。
中国历史上第一次出现作爲政府首腦的「總理」职位，是1911年的清朝內閣總理大臣慶親王奕劻，他之前擔任領班軍機大臣。使用这一名称是受到了较早時（1885年）日本设立的內閣總理大臣的影响，當時清廷在國内外危機的影響下接受“立憲”並設立内閣，接受了較早的五大臣及以後的第二次考察憲政大臣在考察包括日本在内的各國憲政後提出的效仿日本君主立憲及模仿日本的新官制的建議。
1912年1月1日，中華民國成立後，初期設國務院，首長為國務總理，其中1914至1916年間因國務院改制為政事堂而改稱爲「政事堂國務卿」。1928年，國民政府名義上統一中國後，廢除國務院及國務總理；此後中華民國無「總理」之官銜，但身為行政部門首長的行政院院長，實際上具有總理的職能，緣此行政院院長俗稱為「閣揆」，其歐系語言譯名則採用「Premier」一詞。。
1949年10月1日，中华人民共和国成立，设立中央人民政府，并在之下设立政务院，其首长为政务院总理。1954年取消政务院，设立国务院，做為國家最高行政機關，首长为国务院总理，国务院总理为中华人民共和国的政府首脑，由全国人民代表大会任免。

## 首相

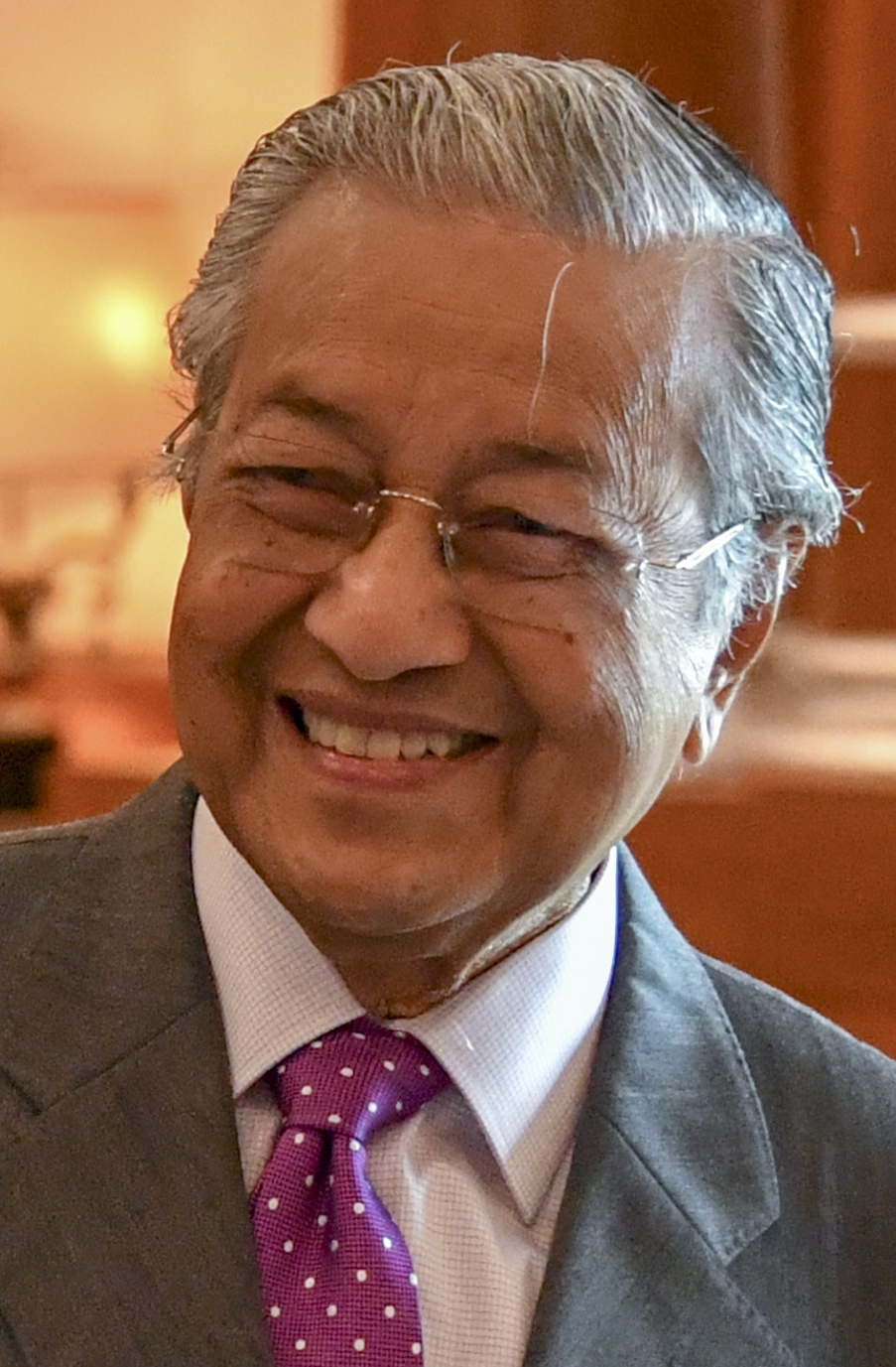
第四任暨第七任马来西亚首相马哈迪·莫哈末

首相，為總領內閣，是「君主立憲制」國家中政府首腦的中文通稱。在漢字文化圈中的日本和越南則通稱包括共和制國家在內的所有政府首腦為首相，中國與朝鮮則稱共和制國家的政府首腦為總理，稱君主制國家為首相。首相一詞，源於古代皇帝均有宰「相」作為臣僚百官之「首」，明朝廢除宰相後，亦設內閣首輔，故稱為「首相」。
一般来说，“首相”只用于君主制国家的政府首脑，例如英国首相，但根据习惯用法有很多例外，例如朝鮮民主主義人民共和國的政府首腦在1972年前曾稱作「內閣首相」。各国政府首脑在中文裡的称呼更多是根据传统译法而定，有时更可以互换使用。例如，君主制下的泰国首相（首席國務大臣）在漢語裡经常被称为“泰国总理”。同样君主制下的日本內閣總理大臣，在日语中可以简称“总理”或“首相”，而漢語以後者居多。此外，需要注意的是，英國以外的加拿大、澳洲等英联邦国家存在特殊性。在英语中，这些国家的政府首长，头衔和英国一样，称为“第一大臣”，即“首相”（Prime Minister）。但这些国家虽然法律上和英国地位相同，并共戴同一个君主而互不隶属，但习惯上政府首脑在汉语都称为“总理”而非“首相”，但英國的第一大臣，則多稱為「英國首相」。马来西亚方面则已被华语规范理事会律定为「首相」一词，因此嚴格說來，马来西亚的内閣首腦，应称作马来西亚首相，而非马来西亚总理，但中华人民共和国媒体仍称总理。而新加坡虽为总理掌权，但其官方仍然则将国家的政府首长称为“总理”，而非“首相”。

## 总理一词的其他用法

### 土司府的小官职
在土司統轄境內，土司可自行任命官職，其職務有總理、家政、舍把、旗長、親將、總爺、峒長、寨長等職。這些職務一般都由土司家族成員擔任。

### 组织職稱

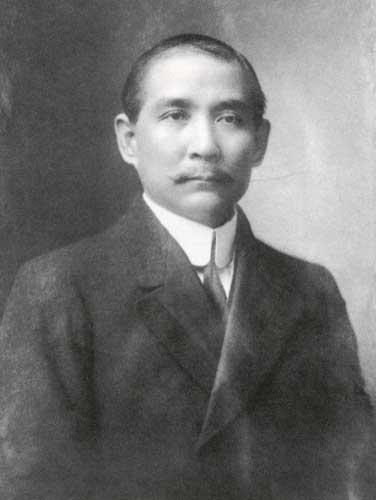
中國國民黨永久總理孫中山

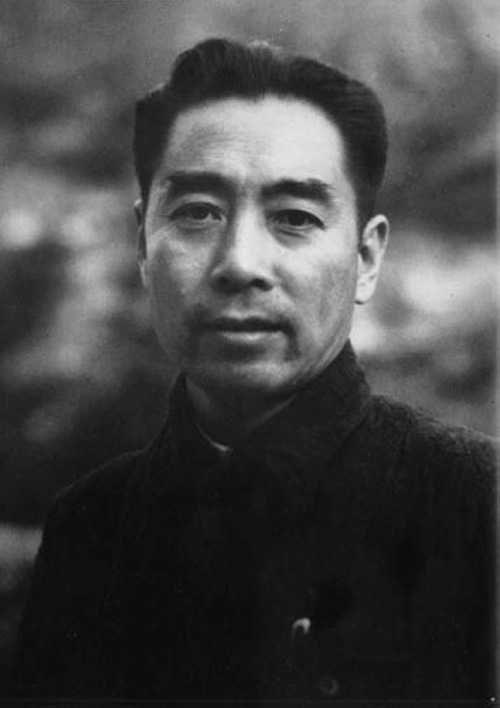
中华人民共和国第一任總理周恩来

“总理”一词原意为总管事务，所以也是一些机构和组织的领导人和其他重要人物的称谓。
例如在政党中，中國國民黨的首任总理是孙中山先生，在其逝世後該黨不再授予總理一職於他人，贈其為「永久總理」，因此「總理」一詞於該黨黨史中即專指孫中山一人。陳炯明也曾擔任中國致公黨首任總理。
在香港，總理普遍所指是六大善團（東華三院、保良局、九龍樂善堂、荃灣仁濟醫院、元朗博愛醫院及屯門仁愛堂）每年董事局的董事，其職稱為「某某年度常務總理」，各總理輪流擔任。
在中國大陸，由於周恩來是开国以来首任并且長期擔任總理，「總理」一詞也成為對周恩來的尊稱。
清朝政府机构总理衙门与内阁总理或现代的政府总理没有直接关系。“总理衙门”是“总理各国事务衙门”的简称，总理衙门的首领大臣也从未称为“总理”。